# Old Friends from Young Years
Old Friends from Young Years – pierwszy album studyjny amerykańskiego zespołu Papa Roach wydany 4 lutego 1997 roku za pośrednictwem własnej wytwórni zespołu, Onion Hardcore, 3 lata po debiutanckim EP, zatytułowanym Potatoes For Christmas.
Album został nagrany za 700 dolarów w studiu E.S.P. Studios w Pittsburgu w stanie Kalifornia. Dostępny był tylko na terenie Stanów Zjednoczonych. W 2005 roku zespół Papa Roach wydał reedycję albumu, przeznaczoną wyłącznie dla nowych członków jego fanklubu, P-Roach Riot!. Wydanie to miało nową okładkę i zawierało naklejkę oraz oficjalną kartę członkowską fanklubu. Pierwsze 2000 egzemplarzy zostało podpisanych przez wszystkich czterech członków zespołu.

## Lista utworów
Opracowano na podstawie materiału źródłowego.

### Wydanie oryginalne
| Nr  | Tytuł utworu              | Długość |
| --- | ------------------------- | ------- |
| 1.  | „intro”                   | 0:28    |
| 2.  | „Orange Drive Palms”      | 4:53    |
| 3.  | „Liquid Diet”             | 4:19    |
| 4.  | „GrrBrr”                  | 4:14    |
| 5.  | „iSEDuFuknDie”            | 4:16    |
| 6.  | „DIRTYcutFREAK”           | 2:45    |
| 7.  | „Living Room”             | 4:14    |
| 8.  | „829”                     | 4:35    |
| 9.  | „Peewagon”                | 4:43    |
| 10. | „hedake”                  | 5:20    |
| 11. | „Shut Up N Die (reprise)” | 2:33    |
| 12. | „Thanx”                   | 4:50    |
| 13. | „Unlisted”                | 1:54    |
|     |                           | 49:04   |

### Reedycja z 2005 roku
| Nr  | Tytuł utworu              | Długość |
| --- | ------------------------- | ------- |
| 1.  | „intro”                   | 0:28    |
| 2.  | „Orange Drive Palms”      | 4:53    |
| 3.  | „Liquid Diet”             | 4:19    |
| 4.  | „GrrBrr”                  | 4:14    |
| 5.  | „iSEDuFuknDie”            | 4:16    |
| 6.  | „DIRTYcutFREAK”           | 2:45    |
| 7.  | „Living Room”             | 4:14    |
| 8.  | „829”                     | 4:35    |
| 9.  | „Peewagon”                | 4:43    |
| 10. | „hedake”                  | 5:20    |
| 11. | „Shut Up N Die (reprise)” | 2:33    |
| 12. | „Tightrope (Rock Demo)”   | 3:33    |
|     |                           | 45:53   |